# أحمد سليم عبدالرحمن علي
أحمد سليم عبد الرحمن علي الكناني هو سياسي عراقي من مواليد عام 1979 حاصل على شهادة البكالوريا. شغل منصب عضو في مجلس النواب العراقي عن محافظة بغداد في دورته الثالثة (2014-2018) والرابعة (2018-2022) ضمن ائتلاف دولة القانون.